# Mohamed Ahmed (polityk)
Mohamed Ahmad (ur. 2 lipca 1917 w Mutsamudu, zm. 27 stycznia 1984) – komoryjski polityk i działacz niepodległościowy, współprezydent Komorów od 23 maja do 3 października 1978.

## Życiorys
Pochodził z Mutsamudu na wyspie Anjouan. Już od lat 50. był czołowym niefrancuskim działaczem politycznym na Komorach. Należał do Demokratycznej Unii Komorów. Od 1957 do 1961 był wiceprezydentem rady rządowej Komorów, od 1962 do 1978 zasiadał we francuskim Zgromadzeniu Narodowym przez cztery kolejne kadencje.
Po 1975 i uzyskaniu niepodległości przez Komory jego znaczenie polityczne spadło. Wspierał przewrót, który obalił Alego Soiliha. Został następnie w jego wyniku 23 maja 1978 współprzewodniczącym zarządu polityczno-wojskowego razem z Ahmedem Abdallahem. W październiku Abdallah przejął samodzielną władzę, którą sprawował do 1989.